# Renanthera coccinea
Renanthera coccinea är en orkidéart som beskrevs av João de Loureiro. Renanthera coccinea ingår i släktet Renanthera och familjen orkidéer.

## Underarter
Arten delas in i följande underarter:
- R. c. coccinea
- R. c. holttumii

## Bildgalleri

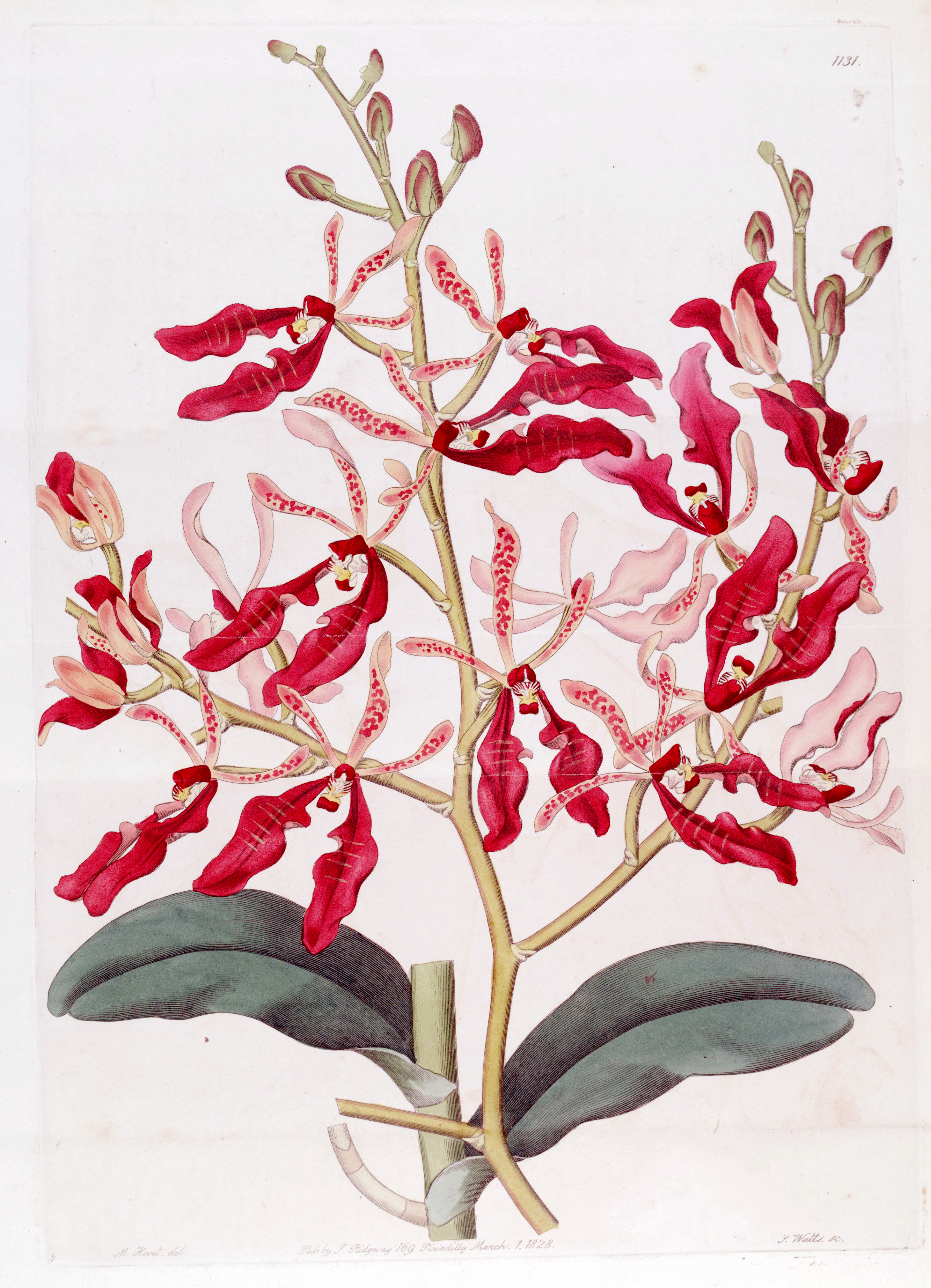
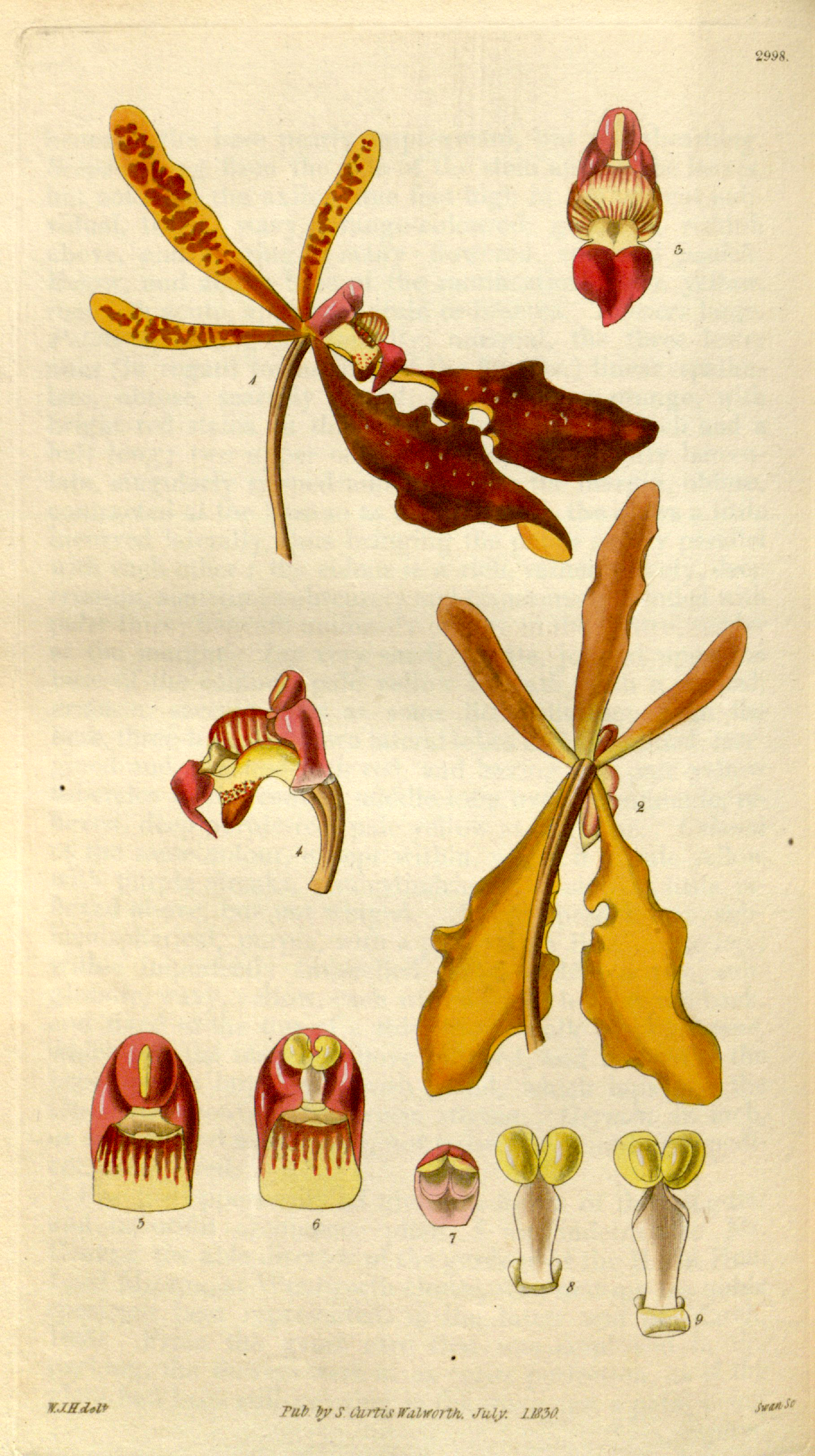